# Бабезіоз
Бабезіоз (англ. Babesiosis; також відома як техаська гарячка великої рогатої худоби, червоноводна хвороба та піроплазмоз, англ. Texas cattle fever, redwater, or piroplasmosis) — трансмісивний зооноз, паразитарне захворювання, яке нагадує малярію. Хвороба може мати як безсимптомний перебіг, так і тяжкий прогресуючий з летальними наслідками. Маніфестні тяжкі форми захворювання розвиваються тільки в осіб з різкими порушеннями імунної системи, зокрема після спленектомії (видалення селезінки). У людей з нормально функціонуючою імунною системою бабезіоз перебігає безсимптомно, незважаючи на наявність паразитемії, при якій ураження досягає 1-2 % еритроцитів організму.

## Історичні відомості
Бабезіоз у тварин відкрив у 1888 році румунський дослідник Віктор Бабеш, на честь якого й названо хворобу і рід збудників. Вперше у людини хворобу виявив Зденко Шкрабало в 1957 році в Югославії.

## Етіологія
Наразі відомо, що захворювання людини спричинюють декілька видів бабезій: Babesia bovis, Babesia divergens, Babesia odocoilei, Babesia microti та Babesia duncani. Бабезії розташовуються усередині уражених еритроцитів у центрі або по периферії клітин. При фарбуванні за Грамом мають вигляд тонких кілець діаметром 2-3 мкм або утворень грушоподібної форми діаметром 4-5 мкм, через останнє їх називають піроплазмами.
Кліщі отримують бабезій під час харчування; вони потім розмножуються у стінці кишечнику кліща і концентруються в слинних залозах. Коли кліщ знову харчується, він передає новому годувальнику паразитів. Життєвий цикл триває 2 роки до завершення. Після годування личинки кліщів інфікуються бабезіями. Інфікування триває, коли кліщ розвивається від личинкової до німфальної фази. Це триває 1 рік. Потрапляючи в кровоносну систему людини після укусу кліща, бабезії заражають клітини печінки (як це проходить при малярії), проходять два послідовні поділа клітин. Чотири ядра залишаються в безпосередній близькості, й ця форма мерозоїтної тетради описується як «Мальтійський хрест». Зрештою виробляються диференційовані та недиференційовані трофозоїти. Після їх потрапляння до еритроцитів хазяїна, зрілі трофозоїти проходять асинхронний безстатевий цикл розвитку та діляться на 2-4 мерозоїти. Як вони покидають еритроцит, мембрана його пошкоджується. Тим не менш точний механізм розвитку гемолізу невідомий. Личинки, німфи та дорослі кліщі можуть інфікувати людей, але німфа є основним переносником B. microti у людей. Бабезії в еритроциті людини досягають від 1 до 5 мкм завдовжки. Ці мікроорганізми грушоподібні, овальні або круглі. Їхня кільцева форма та периферійне розташування в еритроцитах часто призводять до помилкового визначення його при проведенні оптичної мікроскопії як P. falciparum. Проте бабезії відрізняються від P. falciparum тим, що шизогонія є асинхронною і масивного гемолізу не відбувається.

Епідеміологічний цикл бабезіоза у людей

## Епідеміологічні особливості
Джерелами є миші-полівки та інші гризуни, собаки, котячі та велика рогата худоба. Щорічно тільки в Європі реєструються десятки тисяч випадків захворювання домашніх тварин. Переносники захворювання — пасовищний кліщ Ixodes ricinus (в США — Ixodes scapularis / dammini) і аргасові кліщі. Усі 3 стадії розвитку кліщів — личинка, німфа, і дорослі особини потребують кров'яної їжі для розвитку наступного етапу. У США личинки і німфи кліщів харчуються на гризунах, однак дорослі особини віддають перевагу годуватися на рогатій худобі. Самиці кліщів при отриманні крові відкладають до 20 000 яєць. У Європі, навпаки, велика рогата худоба є головним резервуаром кліщів. Збудник мешкає в організмі кліщів довічно і може передаватися трансоваріально. Ixodes — це той самий переносник, який ще передає збудника хвороби Лайма. Хворіють туристи, сільськогосподарські робітники, пастухи в період активності кліщів (весняно-літній та літньо-осінній сезони). Можлива передача інфекції шляхом гемотрансфузій від інфікованих осіб, у яких є безсимптомна паразитемія. Задокументовано кілька випадків інфікування через переливання крові від донорів, які живуть або подорожували до ендемічної області. переважна більшість їх відбулася в США. Інкубаційний період при цьому становить 6-9 тижнів. Спостережено випадки трансплацентарної та перинатальної передачі, які також були нечисленними. Через те, що кліщі, які переносять бабезій, здатні переносити борелій — збудників хвороби Лайма, вважається, що близько 20 % заражених бабезіями, хворіють на лайм-бореліоз.

## Патогенез
Після укусу кліща збудник проникає в кровоносні капіляри і еритроцити. Розмноження бабезій відбувається в середині еритроцитів, загибель яких обумовлено не тільки впливом паразитів, але і появою антиеритроцитарних антитіл. Клінічні прояви виникають, коли число уражених еритроцитів сягає 3-5 %. При руйнуванні еритроцитів у кров потрапляють продукти життєдіяльності паразитів і еритроцитарні білки, що обумовлює потужну пірогенну реакцію та інші загальнотоксичні прояви як при малярії. Прогресуюча анемія супроводжується вираженою тканинною гіпоксією і порушеннями мікроциркуляції. Зміни в мембранах еритроцитів призводять до зниження їхньої зчепленості, що може призвести до розвитку несерцевого набряку легенів та гострого респіраторного дистрес-синдрому дорослих. У ниркових капілярах осідають клітинні оболонки («тіні») еритроцитів і вільний гемоглобін, що призводить до розвитку гематурії і гострої ниркової недостатності. При масивній загибелі (лізисі) еритроцитів розвиваються порушення пігментного обміну з накопиченням у крові переважно непрямого білірубіну.

## Клінічні прояви
Інкубаційний період триває від 3 діб до 3 тижнів, у середньому 1-2 тижні. Хвороба починається завжди гостро з ознобу і підвищення температури тіла до 38-40°С. Гарячка супроводжується різкою слабкістю, прострацією, головним болем, болем в епігастрії, нудотою і блюванням, що не приносить полегшення. Температурна крива постійного або неправильного типу. У деяких випадках гарячка триває місяцями та роками, проявляється анемія. Але часто висока гарячка зберігається лише 8-10 діб з критичним падінням до нормального або субнормального рівня в термінальній стадії захворювання. Збільшується печінка, наростає жовтяниця і з 6 -7-го дня розвивається гемоглобінурія, олігурія та, зрештою, анурія. Надалі в клінічному перебігу захворювання переважають симптоми виразної ниркової недостатності. Смерть наступає через уремію або приєднання інтеркуррентних захворювань (пневмонія, сепсис тощо).
У людей з нормальним імунним фоном паразітемія перебігає без проявів, бабезії в крові живуть місяцями і роками. Довгострокова безсимптомна інфекція підвищує ймовірність передачі кліщам, та зараження нових хазяїв, тим самим забезпечуючи виживання бабезій у природі.

## Діагностика

### Клінічна діагностика
Є ускладненою. Тривала гарячка в поєднанні з анемією, гепатомегалією при відсутності ефекту від лікування із застосуванням антибактеріальних засобів є підставою для лабораторних досліджень на бабезіоз. Особливо важливим є врахування епідеміологічних даних (укуси кліщів) і виявлення порушень імунного статусу у хворого.

### Лабораторна діагностика
Діагноз підтверджується мікроскопією, яке виявляє збудника в мазку і товстій краплі крові, як це відбувається при малярії.
Використовують також реакцію непрямої імунофлюоресценції (РНІФ). Діагностичний титр при однократному дослідженні має бути щонайменше 1:256. Застосовують також реакцію зв'язування комплементу (РЗК).
При невисокій паразитемії іноді використовують біологічний метод, коли кров хворого вводять золотистим хом'якам, яким видалено селезінку. Через 2-4 тижні у тварин розвивається захворювання і бабезій легко знайти в мазку крові.

## Лікування
Бабезії не чутливі до багатьох препаратів, як і збудник тропічної малярії, тому для лікування використовують схему як для тяжкої тропічної малярії — комбінація хініну (0,65 г/добу) і кліндаміцину (2,4 г/добу) протягом 2 -3 тижнів. Можливе іноді використання комбінації азитроміцина 0,5 г/добу і атовахона (атоваквона) 1,5 г/добу протягом 7–10 днів. Патогенетичне лікування спрямоване на корекцію гіпоксії, зменшення гарячки, неспецифічну детоксикацію. При розвитку гострої ниркової недостатності проводять гемодіаліз. Різка анемія при числі еритроцитів менш 1,2 х 1012. /л і гематокрит нижче 15-20 % вважається показанням до переливання крові або еритроцитної маси. Інфіковані особи з нормальною імунною системою і за відсутності клінічних проявів (паразитоносії) лікування не потребують.

## Профілактика
Особисті захисні заходи включають уникання місць, де кліщі, олені та гризуни, як відомо, процвітають, особливо з травня по жовтень. Це особливо важливо для тих, хто має підвищений ризик, таких як люди без селезінки або інші з порушеннями імунітету, які живуть або подорожують в ендемічних районах. Усі, хто йде до лісу в ендемічних районах, повинні носити одяг, що покриває нижню частину тіла, манжети штанів слід запхати в шкарпетки, а одяг слід обприскувати або просочити перметрином. Кліщів, які присмокталися до тіла, слід видалити якомога швидше, використовуючи пінцети. На відміну від хвороби Лайма немає даних про використання антибіотиків після укусу кліщів для запобігання бабезіозу, а також не розроблено вакцину проти цієї хвороби в людей.
Обробка територій, де проживають люди, проти кліщів є також необхідною. Наразі Червоний Хрест та інші організації донорства крові забороняють людям, що мали в анамнезі бабезіоз, донорство крові, щоб запобігти захворюванням, пов'язаним із її переливанням.